# NGC 7539
NGC 7539 is een lensvormig sterrenstelsel in het sterrenbeeld Pegasus. Het hemelobject werd op 17 augustus 1828 ontdekt door de Britse astronoom John Herschel.

## Synoniemen
- UGC 12443
- MCG 4-54-35
- ZWG 475.48
- PGC 70783